# Lobelia eurypoda
Lobelia eurypoda är en klockväxtart som beskrevs av Franz Elfried Wimmer. Lobelia eurypoda ingår i släktet lobelior, och familjen klockväxter. Inga underarter finns listade i Catalogue of Life.